# Alentejo sem Lei
Alentejo Sem Lei foi uma série de televisão portuguesa, de estilo western, passada no Alentejo depois da guerra civil de 1828-1834, na qual miguelistas lutavam contra os liberais, região onde a força era a lei.
Contou com 3 episódios e foi realizada por João Canijo para a RTP, com música original de Manuel João Vieira, tendo sido transmitida pela RTP1 entre 5 e 19 de Janeiro de 1991.

## Elenco
Contou com a participação dos seguintes atores e atrizes:
- Adriano Luz - Negas
- António Feio[10] - Fininho
- Canto e Castro - Manuel Figueiredo
- Carlos Daniel - Major Giraldes (Zarolho)
- Cremilda Gil - Antónia Figueiredo
- Fernando Luís - Geraldo Camacho
- Herman José - Capitão Galamba
- Isabel de Castro - Narradora
- João Azevedo - Joaquim
- Luís Alberto - Francisco Camacho
- Luís Pavão - Zé da Romana
- Márcia Breia - Mana Anica
- Maria Vieira - Maria do Cerro
- Miguel Guilherme - Mil-Homens
- Nuno Melo[11] - Joaquim da Silva
- Paulo Branco - Preto
- Rita Blanco[12] - Morgada Ana Rita
- Rita Loureiro - Mariana Figueiredo (Marianita)
- Rogério Samora - Sargento Ferro
- Vítor Norte - Compadre Cara Rota

## Paródia
A 2 de Dezembro de 2007, "Alentejo sem Lei" foi parodiada pelos Gato Fedorento, na rubrica "Tesourinhos Deprimentes" da série "Diz que é uma Espécie de Magazine" da RTP, pela fraca qualidade do argumento e diálogo.

## Ligação externa
- Alentejo sem Lei (no IMDb)